# Philodendron danteanum
Philodendron danteanum är en kallaväxtart som beskrevs av George Sydney Bunting. Philodendron danteanum ingår i släktet Philodendron och familjen kallaväxter. Inga underarter finns listade.